# Разбор шляхти

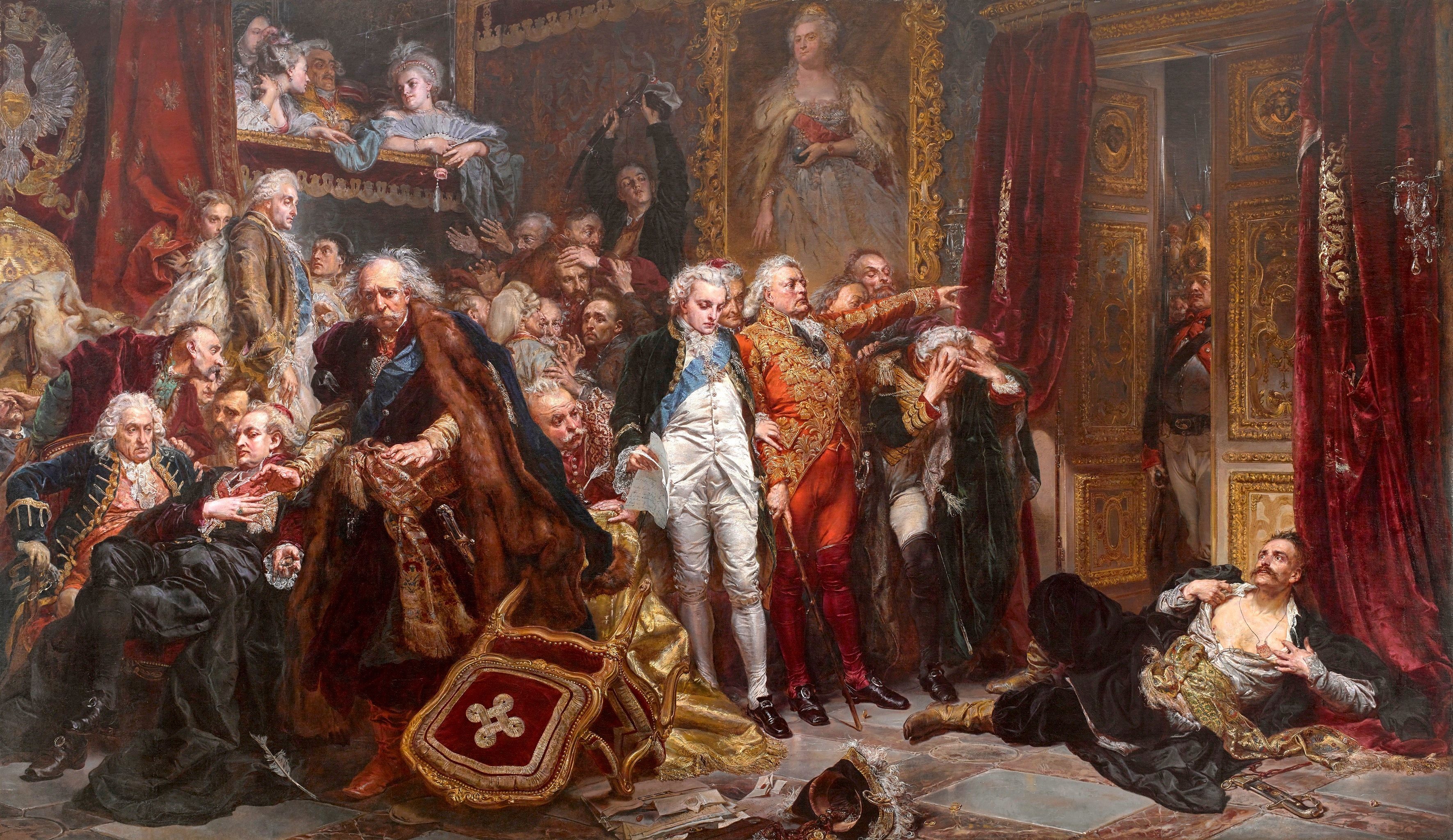
«Втрата державності», «Падіння Речі Посполитої», «Тадеуш Рейтан на сеймі 1773 р.» (робота Яна Матейка, 1866 р.)

Разбор шляхти, розбори шляхти, розбір шляхти або верифікація (рос. разбор шляхты; рос. верификация) — комплекс заходів, проведених владою Російської імперії з метою скорочення чисельності шляхетського стану та визнання частини (затвердження частини, що вже існувала) у Великому Князівстві Литовському та Речі Посполитій, що були приєднані владою Російської імперії наприкінці XVIII століття після поділів Речі Посполитої. Пов'язано з такими поняттями як «розібрати», «розбиратися» (демонтувати, вияснювати).

## Хроніка подій

### Кінець XVIII століття
Після анексії Росією земель Речі Посполитої з Великим Князівством Литовським (до складу яких входила Україна, Білорусь, Литва та Польща) внаслідок Поділу Речі Посполитої влада Російської імперії зіткнулися з проблемою великої чисельності представників еліти на нових загарбаних землях, котрі стали конкурентами російського дворянства. Наприклад у Великому князівстві Литовському загальна кількість шляхти становила 7-8% від усього числа населення (етнічні терени Білорусі, України та Литви). А в Російській імперії чисельність дворянського стану не перевищувала 1% від загальної кількості населення, що важливо для порівняльного аналізу щодо соціологічної стратифікації нації. 
Таке становище еліти Речі Посполитої було стабільне з XVI ст., коли на 7,5 мільйонів осіб підданих Корони доводилося 500 тисяч шляхтичів або 25 тисяч шляхетських родин, тобто 6,6% від числа усього населення Речі Посполитої, а наприклад в Мазовії, переповненій шляхтою, її чисельність становила 23,4%. Якщо в більшості західноєвропейських країн кількість дворянства (фр. noblesse, ісп. nobleza, англ. nobility, нім. adel) зазвичай не перевищувала 1,5-2% від усього числа люду, то в Речі Посполитій (до часу поділів) загалом питома вага шляхти доходила до 10-15%. Такі великі маси привілейованого люду не могли швидко піддаватись русифікації і бути лояльними до держави. Таку кількість потенційних і реальних носіїв шляхетської «демократії» не міг надто довго терпіти бюрократичний апарат абсолютистської Російської імперії, і цей апарат вигадав «машину для перемелювання шляхти».
У XVIII-XIX століттях в російських губерніях, крім двох столичних (Санкт-Петербург та Москва), дворянство було нечисленне, але в «білоруських губерніях» та «українських губерніях» (захід і південно-західніше від Росії) — кількість дворянства була більшою ніж в центральній Росії. Майновий та соціальний статус привілейованого стану шляхти був дуже строкатий і не відповідав усталеному тоді російському уявленню про статус російського дворянина в імперії. Одразу після першого поділу Речі Посполитої російська влада почала проводити заходи з виключення незаможної шляхти з привілейованого стану, усунення її від управління державою, зменшення її впливу на населення, заміщення їх посад шляхтичами лояльними до окупаційної російської влади або засилання з Росії російських дворян. Серед яких часто зустрічалися дворяни з наданим дворянством, яке було менш авторитетним у порівнянні із спадковим шляхетством русинів, литвинів та поляків. 
Російська анексія також включала дискримінаційну політику російського режиму щодо Греко-католицької церкви, Римо-католицької церкви та місцевої Православної церкви. Натомість владою насаджувалася структура Російської Православної Церкви Московського патріархату, що була повністю відсутня в тодішній Речі Посполитій. В навчальних закладах та в урядових структурах насувалося тотальне насаджування російської мови. Пізніші покоління, порівнюючи життя в своїй державі з існуванням під Росією, підняло населення проти російської окупації. Але тенденційно нав'язувалося російською історіографією уявлення лише як про «польські повстання» (повстання Костюшка 1794 р., участь у війні 1812 р. проти Росії, Листопадове повстання 1830—1831, Січневе повстання 1863 тощо).
Відсутність вислуги на російській державній чи військової службі могла стати також причиною невизнання шляхти в російському дворянстві. Серед шляхти без ентузіазму сприймалося зобов'язання російського режиму відбути військову службу в Російській імперії. Хоча подання документів офіційно в м. Санкт-Петербург за тодішнім російським законом повинні були робити щороку з кожної губернії, але навіть в сучасних архівах РДІА і РДАДА немає чітко щорічного архіву про це за період 1785–1917 рр. Тому ніколи не існувало в російській історіографії повного списку дворян Російської імперії. Навіть багато визнаних російських шляхтичів в окремих губерніях, вже присутніх в губернських офіційних виданнях не публікувались у всеросійських джерелах.
Згідно доповіді від 13 вересня 1772 року генерал-губернатора Чернишова було призначено для шляхти правило подавати в центральні губернські міста списки з доказами свого шляхетного походження з метою визнання в російському дворянстві. У спеціальному ордері перепису населення Могилевської та Псковської губерній генерал-губернатор пояснював (на одних з перших прикордонних анексованих теренів), що шляхті вказано подавати через земські суди до губернських канцелярій списки осіб усіх шляхетних родин з докладним описом походження родів (родовід), їх гербів, з усіма посвідченнями та документами. Крім документів родоводу шляхтич зобов'язаний був надавати ще свідоцтво від генерал-губернатора про відсутність політичних та кримінальних злочинів перед окупаційною російською владою. Зазначалося, що без російської царської волі ніхто надалі не має права вважати себе шляхтичем і користуватися шляхетськими правами на території Російської імперії. Згідно з Указом від 14 червня 1773 р. шляхта змушена була «виводити своє шляхетське походження» (робити «вивод шляхетства») у провінційних (місцевих) земських судах. Серед документів на доказ шляхетного походження, для визнання дворянського статусу обов'язково вимагався документ лояльності до Росії, а саме свідчення про те, що особа не брала участі у польських повстаннях.

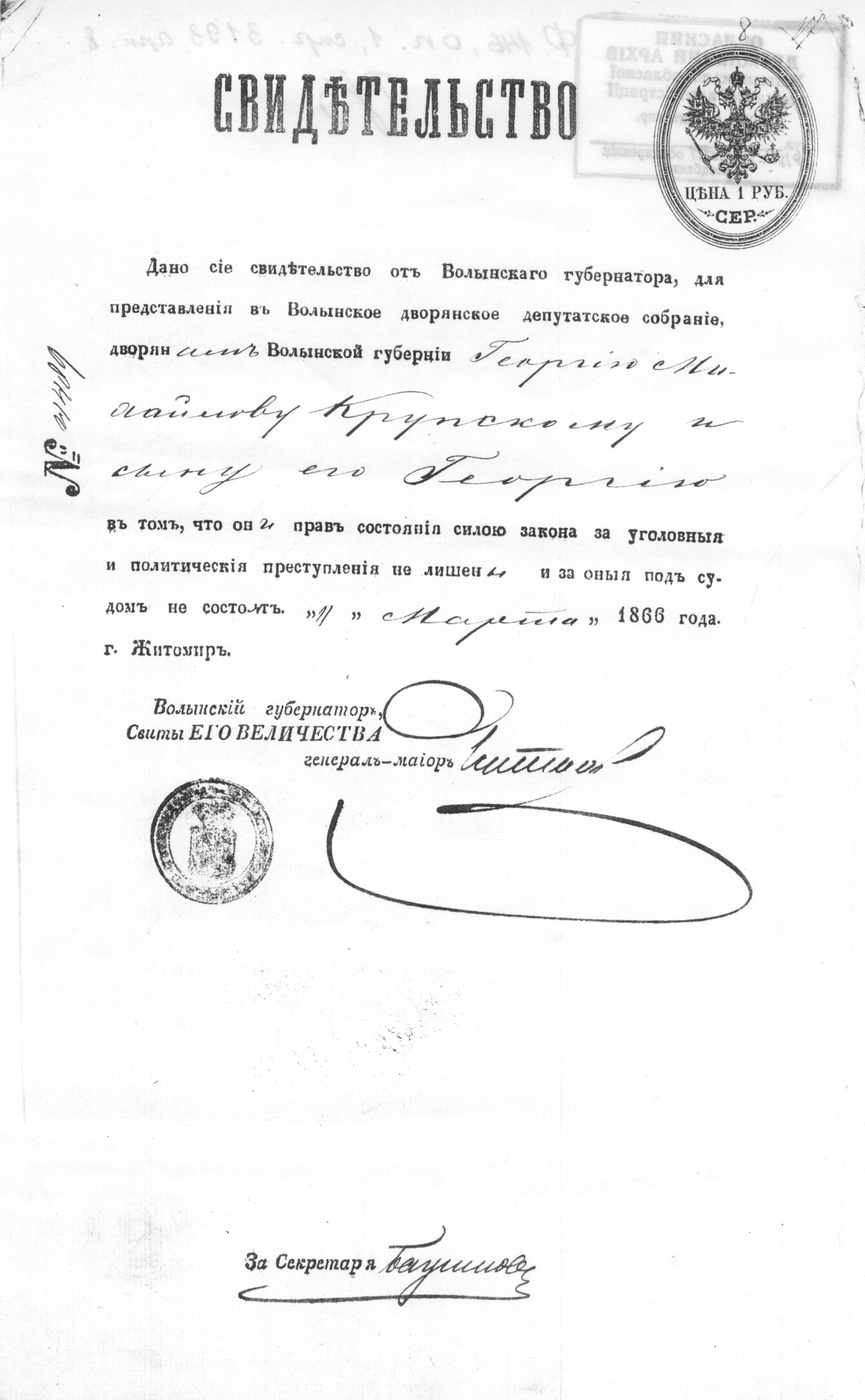
Приклад Свідоцтва генерал-губернатора в Дворянське Депутатське Зібрання про шляхтичів у російському дворянстві Крупських за 1866 р.

Під час Ревізії 1772–1774 років багато з чиншевої та служивої шляхти було переписано до складу «податкового стану» селян (рос. податное сословие). Нижчі верстви шляхти, зем'яни, бояри панцирні й інші — були записані поголовно у селянські списки. «Нові» селяни були обкладені «подушним податком» та «рекрутським набором». Указом від 31 травня 1789 р. наказано не брати у рекрути осіб, які доведуть своє шляхетське походження. Траплялося, що особи отримували документальні висновки з Дворянських Депутатських Зборів з визнанням їх шляхетства у складі російського дворянства Російської імперії, але їх не викреслювали з низькостанової категорії «ревізьких казок» і не звільняли від сплати «подушної податі». Імператор Павло I Указом від 4 грудня 1796 р. ухвалив, що видавання дипломів на свідчення приналежності до російського дворянства шляхті може залежати «виключно від самодержавної влади, Богом дарованої», губернські Дворянські Зібрання не мали більше права видавати дворянські дипломи особам зі шляхти, «записаним в оклад», а видані їм дипломи мали бути відібрані. Нарешті Указ від 20 вересня 1802 р. остаточно встановив, що такі особи можуть бути «виключені з окладу» тільки відповідно до указу Правлячого сенату.
Після видання Жалуваної грамоти російському дворянству 1785 року оформилися корпоративні права дворянства Російської імперії і всі дворяни мали бути внесені у Дворянські Родовідні Книги (РДК). Для цього вони повинні були представити докази свого походження російській окупаційній владі. РДК ділилися на 6 частин: 4-та з них відводилася для «дворян іноземного походження». Однак, незважаючи на логіку, шляхта Речі Посполитої та її провінції Великого Князівства Литовського (до складу яких входила Україна, Білорусь, Литва та Польща) вписувалася не в ній, а в інші частини російської РДК. По-друге, велика чисельність шляхти, котра старовинніша, ніж російське дворянство не вносилася до 6-ї частини «стародавніх благородних шляхетних родів» Дворянської Родовідної Книги, а вимагалося російською владою мати заслуги та вислуги перед Російською імперією для права внесення їх в 1-шу та 2-гу частини РДК. Російське дворянство почувалося перед старовинними шляхтичами меншовартісним, але таким, що має владу вирішувати долю шляхти. Чим і користала для соціального пониження шляхти. У новій політичній ситуації представників древньої шляхти не визнавали у дворянстві і не вносили їх у 6-ту частину списку РДК. 
Через державну службу (через російські нагороди) вони отримували затвердження в російському дворянстві. Цим пояснюється, чому різні гілки одного роду (прізвища) зустрічаються в різних частинах списку РДК, хоча це як правило представники одного роду. Важливо врахувати в історії визнання в російському дворянстві шляхти будь-якої губернії факт конфлікту менталітетів та поглядів на соціальний устрій суспільства. Бо шляхта мала менталітет з традиціями Віче Русі (обрання князів княжити), перебувала у Великому князівстві Литовському і під впливом Речі Посполитої, де Статут Литовський був зразком для європейських країн, а Річ Посполита була колискою сучасної європейської демократичної цивілізації (короля обирала шляхта). Це було повною протилежністю державному життю Росії з її палацовими переворотами, деспотією, опричниною тощо. Навіть у документах періоду ВКЛ можна знайти таке, що все, що за м. Смоленськом на схід від ВКЛ — це не Русь, а Окраїна Руська. 
Важливу роль мають факти репресії та дискримінації нової влади при скасуванні Греко-Католицької Церкви, контролю Римо-Католицької Церкви, що помітно при складанні родовідного древа, коли необхідно витягувати документи з католицьких метрик до 1830-х рр. (і після — з православних) по одній і тій самій церкві одної губернії. Свобода шляхетська в російських губерніях на теренах колишньої Речі Посполитої вже мала традиції тоді, коли в Росії дворянство її отримало тільки після 1785 р. з «Грамотою на права, вольності та переваги благородного російського дворянства». Шляхта в російських губерніях опинилася в ситуації, коли без її участі і без врахування її думки її долю вирішувала Російська імперія, Прусське королівство і Австрійська монархія при Першому розділі Речі Посполитої. 
Загарбницька російська влада агресивно вимагала задоволення російських юридичних норм, протиставляючись правовим нормам, які були прийнятні в Речі Посполитій. Від шляхти вимагалися докази не в тій юридичній системі, яка існувала у ВКЛ та утворила цю еліту народів Речі Посполитої. Російською окупаційною владою нав'язувалися принципи російського законодавства про дворянство, зацикленого на майновій власності, що буцімто відмінна особливість благородства для визнання у дворянстві — це матеріальний добробут.
Варто зазначити суттєву особливість в тодішній юридичній російській термінології:
- визнання (рос. признание) старовинної шляхти у спадковому російському дворянстві,
- затвердження (рос. утверждение) старовинної шляхти у спадковому російському дворянстві,
- жалування (рос. жалование) уперше наданого російського дворянства за заслуги та вислуги (з категоріями
  - спадкового дворянства та
  - особистого дворянства).

Наприклад, незадовго до Жовтневого перевороту 1917 р. була заснована Департаментом Герольдії Правлячого сенату так звана «Всеросійська дворянська Родовідна Книга» для осіб, які вислужили право на російське дворянство, але з якихось причин не зарахованих до російського дворянства певної губернії. Оскільки на початку ХХ ст. губернські Дворянські Зібрання отримали право відмовити у праві зачислення до складу місцевого російського дворянства своєї губернії, іноді при цьому вони керувалися віросповіданням цих осіб: без ентузіазму розглядалися подібні клопотання осіб юдейського віросповідання. Втім, і християнинові могли відмовити в зарахуванні до складу російського дворянства певної губернії. Так, Московське Дворянське Депутатське Зібрання відмовило у внесенні до місцевої Родовідної Книги (РДК) князів Гантімурових, хоча їх право було підтверджене Правлячим сенатом щодо їхньої гідності князів Тунгуських, оскільки вказана сім'я не мала в певній губернії нерухомої власності, не володіла достатньою кількістю матеріального майна, визначеного за уявленням влади Росії. У зв'язку з цим варто відзначити дискримінуючий шляхту російський вибір одного зі станів для запису категорії шляхти — «дворян однодворців» (рос. однодворцы), що мали лише один власний двір (одну садибу маєтності).

### 1800–1830 роки
Імперський Указ від серпня 1800 р. встановив часовий строк для подачі доказу походження в два роки, за який всі шляхтичі мали зробити виведення свого шляхетства («виводити шляхетство») для Дворянського Депутатського Зібрання своєї губернії.
Багато архівів горіли в пожежах і війнах, папір не витримував умов зберігання в архівах тощо, що ускладнювало російське визнання. Через російську бюрократію при процедурі визнання були випадки подання документів і генеалогічного дерева шляхтичами в інші російські губернії, оминаючи підконтрольні російському режимові терени Речі Посполитої, де вони отримували визнання без зволікань. Цікаві були випадки, коли для заволодіння багатим маєтком шляхтича російський чиновник нового порядку в губерніях після 1772 р. доносив, маніпулював і впливав на його долю (шляхтич з багатого маєтку потрапляв у «стан селян», а в його конфіскованому маєтку безкоштовно починав жити вже російський дворянин).
Указ від 25 вересня 1800 р. підтвердив давні права «чиншевій шляхті», але шляхтою вважалися тільки ті особи, які були вписані в «ревізькі казки шляхти» Ревізії 1795 р. Указами від 1 січня 1808 р. та 6 березня 1808 р. було наказано, щоб «чиншова шляхта» надала докази свого походження. А після проведення Ревізії 1811 р. указом від 29 березня 1812 р. було наказано визнавати шляхетську гідність тільки за тими особами, предки яких були в ній затверджені.
На російську Ревізійну Комісію, що проводила Ревізію 1816 р. на окупованих теренах, імперським указом від 20 січня 1816 р. був покладений обов'язок розгляду дворянських прав осіб, які називали себе шляхтою, з огляду на наявність останніх у переліку «ревізьких казок шляхти» 1795 р. З розгляду була виключена шляхта, яка мала Декрети «виводу шляхетського стану» (висновків) Дворянських Депутатських Зібрань (ДДЗ) і очікувала розгляду своїх справ у Герольдії Сенату; вони зазвичай враховувалися у документах вже як дворяни. Право залишати шляхту у стані російського дворянства або виключати з його числа російський Сенат передав місцевим губернаторам Російської імперії. Шляхетні особи, без прав російського дворянства, вписувалися до категорій «вільні хлібороби» (рос. вольные хлебопашцы), у «державні селяни» (рос. государственные крестьяне, государевы крестьяне) або у міщани (рос. мещане). Треба відзначити дискримінуючий шляхту російський вибір одного зі станів для запису шляхти — «вільні хлібороби». Адже у Росії цей стан був створений 20 лютого 1803 р. для запису колишніх кріпаків, відпущених на волю їх власниками, поміщиками. Декількома указами 23 вересня 1817 р., 16 листопада 1820 р., 22 листопада 1820 р., 21 червня 1821 р. російський Сенат нагадував Ревізійним Комісіям про якнайшвидше завершення розглядів права шляхти на рівноцінність російському дворянству. Указ 8 червня 1826 р. роз'яснював порядок переведення шляхетних осіб до складу російського дворянства, неправильно віднесених до «чиншевої шляхти». Відповідно Положення від 11 липня 1828 р. й указу від 14 травня 1830 р. шляхтичів, які не надали доказів шляхетства, повинні були записати у «стан міщан» (рос. сословие мещан) або в «казенні поселяни».
Необхідно зазначити, що серед шляхти були прямі нащадки Рюриковичів, і більшість шляхти не сприймала авторитет Дому Романових, котрі не мали серед предків Рюриковичів по чоловічій лінії згідно монархічного принципу майорату для дворянської честі й права управління на теренах Білої Русі та Червоної Русі. Тому особливу увагу під час разбору шляхти російський окупаційний режим приділяв саме нащадкам Рюриковичів, котрі мали право на наслідування престолу навіть в Росії (наприклад білоруси Жижемські). І в тодішніх технічних умовах видається сумнівною «перевірка» російською Ревізійною Комісією справ з кожної губернської ДДЗ багато-чисельної шляхти в сотні тисяч (у кожного окремого шляхтича пакет документів включав на підкріплення родоводу мінімум по одному документу на кожну персону нащадком яких він був). Що викликає правомірну критику у ставленні до тверджень російської історіографії щодо версії «підробок» чи «фальсифікацій» буцімто не легітимності шляхти в розгляді процесу урівняння її прав з російським дворянством.
Російський розбір шляхти набув масштабів соціально-політичної катастрофи з метою ліквідації носіїв суспільного ладу ВКЛ (Речі Посполитої). Оскільки до бюрократичних маніпуляцій із допомогою поліції (жандармерії) Росія додала примусове переселення шляхтичів (що активно відстоювали права та свободи) в інші місцевості, або позбавляла їх звичного місця праці (особливо викладачів). За десятиліття це призвело до розселення сотень тисяч шляхтичів, часом досить далеко від місць початкового компактного проживання. Шляхта як соціальна спільність і політична еліта суспільства була усунена від можливості організованого впливу на державницьке життя своїх народів.

### Після 1830 року

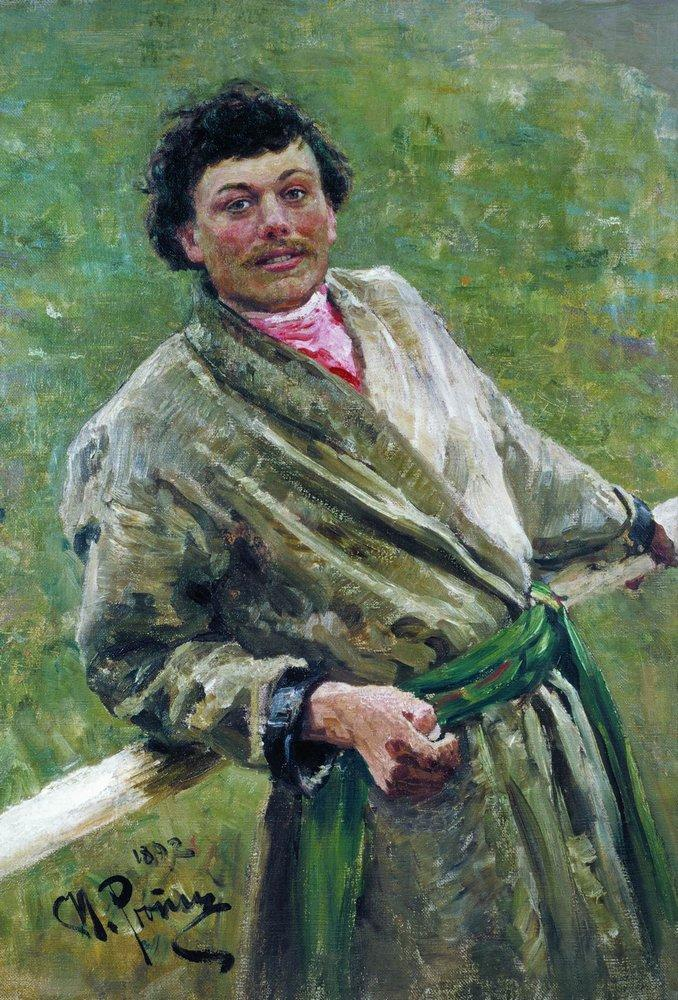
Портрет волелюбного провінційного шляхтича (картина «Білорус», 1892 р., робота Іллі Рєпіна)

Особливу увагу привертає адміністративна нестабільність, простежується навмисна плутанина, що ускладнювало пошук документального доказу шляхетського походження для визнання в дворянстві, виникав марудний розгляд справи та утруднення подання розгляду справи в тодішній судовій системі, оскільки тодішні архіви формувалися саме за адміністративною назвою (відповідно юрисдикції), але аналітичної роботи не проводилося (куди могли потрапити документи для генеалогії), письмово не фіксувалася ця особливість, довідкового апарату та інформаційних технологій (подібних сучасним) не було. Наприклад, заснована Могильовська губернія (1772 р.), перейменована в Білоруську губернію (1796–1801 р.), потім раптом названа знову «Могилевська губернія» в 1802 р., а перед тим вона носила назву «Могильовське намісництво» (1778–1796 рр.), і як не дивно з центром в м. Вітебськ замість м. Могильов (!). Один населений пункт міг опинитися декілька разів під юрисдикцією різних назв, різних адміністративних одиниць. Повіти могли міняти свої територіальні межі. Наприклад, відповідно юрисдикції деяких населених пунктів: Рогачовське староство — стало Рогачовською провінцією у 1772–1775 рр. (у період тої самої Ревізії на яку посилалися для визнання шляхти), тоді ж виникає Рогачовський повіт (з 1900 р. — як Гомельський повіт), а справи шляхти Рогачовського повіту розглядалися до 1850-х років в Білицькому повіті (перейменований в 1852 р. в Гомельський повіт), в той самий період коли виходили російські імперські Укази встановлюючі процедуру і часові межі подання доказів шляхетства на урівняння в правах з російським дворянством (!).
Російський режим не тільки винаходив ускладнення процедури визнання шляхти, а й методи ліквідації колишнього адміністративного поділу ВКЛ. Приміром, в Могильовській губернії Рогачевський повіт з центром у м. Рогачов до 1772 р. був Рогачевським староством з центром у м. Рогачов Речицького повіту Великого князівства Литовського тоді, коли в Російській імперії центр зазначеного Річицького повіту перенесли з м. Річиці в м. Бобруйськ в 1772–1793 рр., маючи назву «Річицький повіт» (з подальшим деформуванням Річицького повіту в 1793 р.) тощо. Саме на цих етнічних теренах радимичів були нащадки стародавньої білоруської «сожської шляхти» (названої так від ріки Сож) і «друтської шляхти» (від ріки Друть). Достатньо навести приклад старожитності їх родовідних дерев через князів Друцьких згаданої «друтської шляхти» (прізвище Друцькі від згаданої ріки Друті), з яких Олександра Друцька — мати королеви Польщі, четвертої жінки Ягайли пані Софії Гольшанської.
Після Повстання 1830–1831 рр. Ревізійному Комітетові Західних губерній Російської імперії між іншим доручалося розібратися з проблемами шляхти. Відповідно до закону від 19 жовтня 1831 р. «Про розбір шляхти в західних губерніях і про структуру цього роду людей» зазначалося, що багато шляхтичів «через недолік осілості і власності, і через спосіб життя… найбільш схильні були до повстання і злочинних дій проти законної влади» окупаційної Росії. Російські дворяни і шляхтичі колишнього ВКЛ були поділені на категорії «дворян», спеціально створених станів «однодворців» Західних губерній та «громадян» Західних губерній (відповідно місця мешкання в сільській місцевості або в містах та містечках). Дворянами визнавалися тільки ті особи, котрі були затверджені у відповідній гідності російською Герольдією. На дворян «однодворців» поширювалася «рекрутська повинність», а «громадянам» дозволялося уникнути її, заплативши 1000 російських рублів. Обидва нові стани мали виплачувати особисті податки і нести державні російські служби.
У 1832 р. Герольдії наказано було провести ревізію Декретів «виводу шляхти» Дворянських Депутатських Зібрань (ДДЗ). Імперський Сенат указом від 11 листопада 1832 р. наказав розділити осіб, що належать «до колишньої шляхти», на три розряди:
1. дворян, які мають або не мають висновків дворянських зборів («виводу шляхти» ДДЗ), але володіють маєтками з підданими людьми або володіють лише підданими людьми без маєтності;
2. дворян, які не мають маєтків, але мають висновки ДДЗ;
3. шляхтичів, які не мають висновків ДДЗ і не мають маєтків.

Одночасно заборонено Дворянським Депутатським Зібранням видавати Свідоцтва про дворянство без затвердження їх Герольдією.
Наприкінці 1833 р. органи шляхетського самоврядування (пол. Zgromadzenia szlachecki, «шляхетські зібрання», «шляхетські збори») під тиском російського уряду примусово були «декласовані» (позбавлені шляхетських прав) у кількості 72000 осіб. У 1834–1839 рр. кількість примусово «декласованих» лише у трьох «українських губерніях» (Волинська, Київська, Подільська) склала 93139 осіб.
У 1842 р. була проведена спеціальна ревізія в Західних губерніях, якій підлягали «дворяни однодворці», стан «громадян» та юдеї.

Згідно Указу від 17 березня 1847 р. шляхту, яка не надала у встановлений російською владою строк «посімейні списки», повинні були вписати у стан «державних селян». А ті, хто подали — в «однодворці» та «громадяни». Особи, котрі були не затверджені в російському дворянстві, відповідно до російського закону від 23 січня 1847 р. позбавлялися права на купівлю землі разом з селянами.

Указом від 1 серпня 1857 р. шляхтичі, які до того часу не були затверджені в російському дворянстві і пропустили строк для запису в оклад, були розділені між наступними станами:
- особи, які володіли землею, віднесені до «селян-власників»;
- осби, які володіли землею в «державних селах» — до «державних селян»;
- осіб, які жили на поміщицькій землі, записували «вільними людьми».

У Ревізії 1858 р. вони фігурують як «вільні хлібороби». Таким чином, вони були вписані у стан, що вже юридично не існував (бо був офіційно ліквідований у 1848 р.). Неосілих шляхтичів на російський вибір записували у «стан селян» або вписували до «міських станів», крім «громадян». Фактично всі були записані в «стан міщан». Цей закон не торкався шляхти, яка раніше була записана як «однодворці» і «громадяни».
Після Повстання 1863–1864 років у Російській імперії влада ввела нові обмеження шляхти щодо принципів доказу та отримання російського дворянства. Указ від 10 грудня 1865 р. забороняв полякам католикам набувати маєтки.

Імперським Указом від 19 січня 1866 р. всі шляхтичі, що не довели права на російське дворянство, були включені до складу селян чи міщан.

Стани «однодворців» і «громадян» Західних губерній Російської імперії були далі скасовані згідно закону від 19 лютого 1868 р. з метою обмеження можливості шляхти прирівнятися до російського дворянства. «Дворяни-однодворці» були зараховані до «стану селян», а «громадянам» давався один рік для вибору приписатися (в межах, наданих російською владою): до «стану селян» або до «стану міщан».
Це був остаточний акт у методичній юридичній ліквідації шляхти Великого князівства Литовського та Речі Посполитої, і закріплення встановленої окупаційної російської влади.
У Пам'ятних книжках губерній на теренах колишньої Речі Посполитої публікувався в 1870–1871 рр. (на початку книги) Імператорський Указ зі списком прізвищ шляхти зокрема і Великого Князівства Литовського, провінції Речі Посполитої, де згадувалося про «розбори шляхти» та відмову визнавати її в російському дворянстві, про переведення в податкові стани міщан і селян старовинної шляхти, скасування ВКЛ і ліквідації його юридичного поля (правового поля), утворення Царства Польського без його колишнього впливу на етнічні території народів колишньої Речі Посполитої, про факт формування нового адміністративного устрою тощо.

## Результат
Належність до російського дворянства доводилася в губернському Дворянському Зібранні протягом 1785–1917 років. Тобто з часу видання імператрицею Катериною II «Жалуваної грамоти дворянству» особи, визнані у дворянській гідності за походженням або за особисті заслуги, вносилися до місцевої губернської Родовідної Книги (РДК). Далі, з губернії справи про дворянство надходили на затвердження в Герольдію Сенату (м. Санкт-Петербург); туди ж із губернських Дворянських Депутатських Зібрань щорічно висилалися списки осіб, зарахованих до числа вже затверджених в російському дворянстві родів. Походження з дворян певної губернії фіксувалося і в послужних списках чиновників та військовослужбовців, хоча часто вказувалася не губернія, в якій значився їх рід, а губернія, в якій народилися вони самі.
Хоча юридично відбулася повна уніфікація станів в Україні, Білорусі, Литві і Польщі в складі Російської Імперії, але в багатьох установах державного російського управління, насамперед у казенних палатах, тривав статистичний облік і дискримінаційний контроль за «колишньою польською шляхтою» (малися на увазі представники всіх народів минулого державного утворення Річ Посполита: України, Білорусі, Литви та Польщі). Після загарбання теренів Речі Посполитої, і навіть до самого кінця існування Російської імперії, тенденційно російська статистика дворян не вказувала існування білорусів та українців (навіть не вживалася тодішня назва «малороси» щодо представників українського народу чи «литвини» щодо представників білоруського народу для виокремлення еліт зазначених двох націй), вносячи їх до числа росіян або поляків за назвою державного утворення Річ Посполита чи Російська імперія: на кінець XIX століття серед спадкового дворянства Російської імперії було 53% росіян, 28,6% поляків, 5,9% — грузинів, 5,3% татаро-тюркська група, 3,4% — литовсько-латиська група, 2% — німці. Продовжувала діяти російська заборона в межах Російської імперії на купівлю ними землі як представникам «чужого народу» (рос. инородцев). Тільки Указом від 4 березня 1899 р. було дозволено дворянам і міщанам католикам, які особисто займалися землеробством, купувати землю, але щоб загальна кількість її не перевищувала 60 десятин. Після Революції 1905–1907 рр. указом від 1 травня 1905 р. дозволено католикам купувати земельну власність, але лише виключно у католиків. Придбання землі у осіб «іншого віросповідання» (рос. иноверцев) обмежувалася знову ж 60 десятинами та іншими умовами. Ці обмеження тривали до кінця існування Російської Імперії.
Нащадки шляхти зберегли історичну пам'ять про кривди від деспотизму Росії, що укорінилося в колективній пам'яті народу. Колективна свідомість сотень тисяч декласованих шляхтичів та їхніх нащадків проявлялася у вигляді численних артефактів культурного і літературного життя, характеризувалася стійкістю і певною системністю поглядів та дій. Одним із проявів ірраціональних почуттів у ставленні до минувшини була і стійка ненависть до Москви з «москалями», до всього російського, що знаходилося за межами власного хутора (прищепивши це селянству). Саме декласована шляхта сформувала протестне середовище в селах, що призвело до феномену (відомого в радянській пропаганді та російській пропаганді) «петлюрівців», «махновців» й т.п. в Україні 1918–1921 років, та пізніше — «бандерівців». У пошуках причин сучасності це сприймається деякими як реванш за дискримінацію у минулому з несприйняттям російського імперіалізму, російського царату з тоталітаризмом тощо.